# Оддамаваді-3
Грама Ніладхарі Оддамаваді-3 (№ 208) — Грама Ніладхарі підрозділу ОС Західний Коралай-Патту, округ Баттікалоа, Східна провінція, Шрі-Ланка.

## Демографія
| Населення (2007) | Населення (2007) | Населення (2007) | Населення (2007) | Населення (2007) |
| Населення        | Чоловіки         | Жінки            | Діти             | Дорослі          |
| ---------------- | ---------------- | ---------------- | ---------------- | ---------------- |
| 2452             | 1207             | 1245             | 950              | 1502             |